# Scopula antiloparia
Scopula antiloparia là một loài bướm đêm trong họ Geometridae.